# Artediellus pacificus
Artediellus pacificus és una espècie de peix pertanyent a la família dels còtids.

## Descripció
- Fa 5,7 cm de llargària màxima.[6][7]

## Hàbitat
És un peix marí, demersal i de clima temperat que viu entre 15 i 137 m de fondària.

## Distribució geogràfica
Es troba al Pacífic nord: des del mar de Bering fins al sud-est d'Alaska.

## Observacions
És inofensiu per als humans.